# Mainate religieux
Gracula religiosa
Espèce
Statut de conservation UICN

 LC  : Préoccupation mineure
Statut CITES
Le Mainate religieux (Gracula religiosa) ou Merle des Indes est une espèce de passereau de la famille des Sturnidae apte à imiter la voix humaine.

## Description
Il n'y a pas de dimorphisme sexuel chez ces oiseaux.
Cet oiseau mesure de 27 à 31 cm. Son plumage est noir brillant. Son bec est jaune et il a une caroncule jaune derrière l’œil.
Il peut vivre de 15 à 30 ans.
Le Mainate religieux est actif le jour. Il est presque entièrement arboricole.
C'est un oiseau grégaire bruyant qui vit en couples ou en petits groupes d'une demi-douzaine environ et il se perche souvent haut dans les arbres. Il ne descend qu'occasionnellement dans les fourrés pour manger. On observe parfois de grands rassemblements de mainates avec d'autres oiseaux frugivores tels que les calaos et les barbus sur les arbres riches en fruits comestibles.
Son alimentation est constituée essentiellement de fruits et de baies et aussi de bourgeons floraux, de nectar et d'insectes.

Le Mainate religieux est monogame. La saison de reproduction se situe entre avril et juillet. Le couple construit un nid dans un trou dans un arbre avec des brindilles, des feuilles et des plumes. La nichée est habituellement de deux ou trois œufs. 

## Comportement
Le Mainate religieux a des vocalisations extrêmement variées, comprenant toute une gamme de sifflements, de cris stridents, de plaintes et de croassements. Son chant est mélodieux. Ses appels sont purs et très sonores. Parmi ses cris caractéristiques, il y a des ti-ong ou cli-ong sifflés, des tchièrk et des fiiiou traînants.
Il est aussi un beau parleur. Le Mainate imite, souvent mieux que les perroquets, les sons et même la voix humaine, à condition qu'on l'ait eu tout jeune.
Il faut bien réfléchir avant de prendre un Mainate chez soi car cet animal est très sale. Quand il mange il secoue la tête et projette des aliments tout autour de la cage. La cage doit être nettoyée pratiquement tous les jours car le Mainate produit des excréments liquides et abondants.

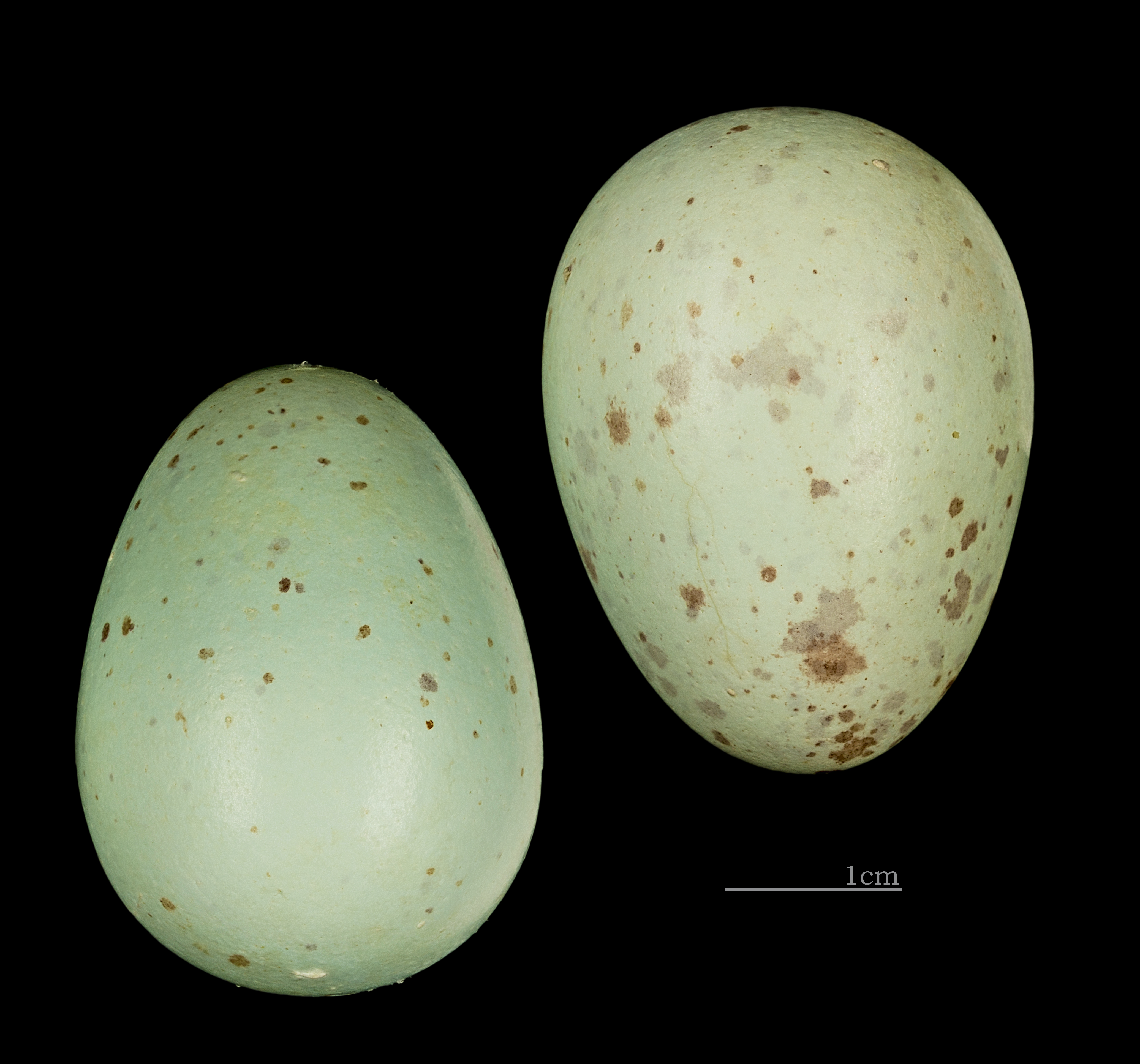
Œufs de mainate religieux Muséum de Toulouse.

## Répartition et habitat
Le Mainate se trouve dans le sous-continent indien, sur le territoire indien mais aussi au Népal et au Bhoutan jusqu'à 2000 m. Son aire de répartition continue en Asie du Sud-Est et jusqu'au sud de la Chine, et via la Thaïlande vers le sud-est à travers le nord de l'Indonésie jusqu'à Palawan et aux Philippines. Il est pratiquement éteint au Bangladesh en raison de la destruction de l'habitat et de la surexploitation pour le commerce d'animaux de compagnie. Une population sauvage sur l'île Christmas a également disparu. Des populations introduites existent à Sainte-Hélène, à Porto Rico et peut-être aux États-Unis continentaux.
Les spécimens sauvages ont besoin d'au moins un climat subtropical humide pour persister.

Distribution des différentes sous-espèces de mainates

## Systématique
L'espèce  Gracula religiosa a été décrite par le naturaliste suédois Carl von Linné en 1758.

### Liste des sous-espèces[9]
- Gracula religiosa religiosa
- Gracula religiosa batuensis
- Gracula religiosa palawanensis
- Gracula religiosa venerata
- Gracula religiosa intermedia
- Gracula religiosa peninsularis
- Gracula religiosa andamanensis

## Évocation artistique
Le don d'"oiseau parleur" qui imite la voix humaine du Mainate sert de base au scénario du court-métrage "Noces" (3 minutes) réalisé par le thaïlandais Banjong Pisanthanakun, court-métrage du film à sketches The ABC's of Death.
Le compositeur Olivier Messiaen s'est inspiré de son chant dans l'une des pièces de ses oiseaux exotiques, écrites entre 1955 et 1956.
Le Mainate est un élément scénaristique du roman Le Fleuve Sacré de Shūsaku Endō.

## Galerie

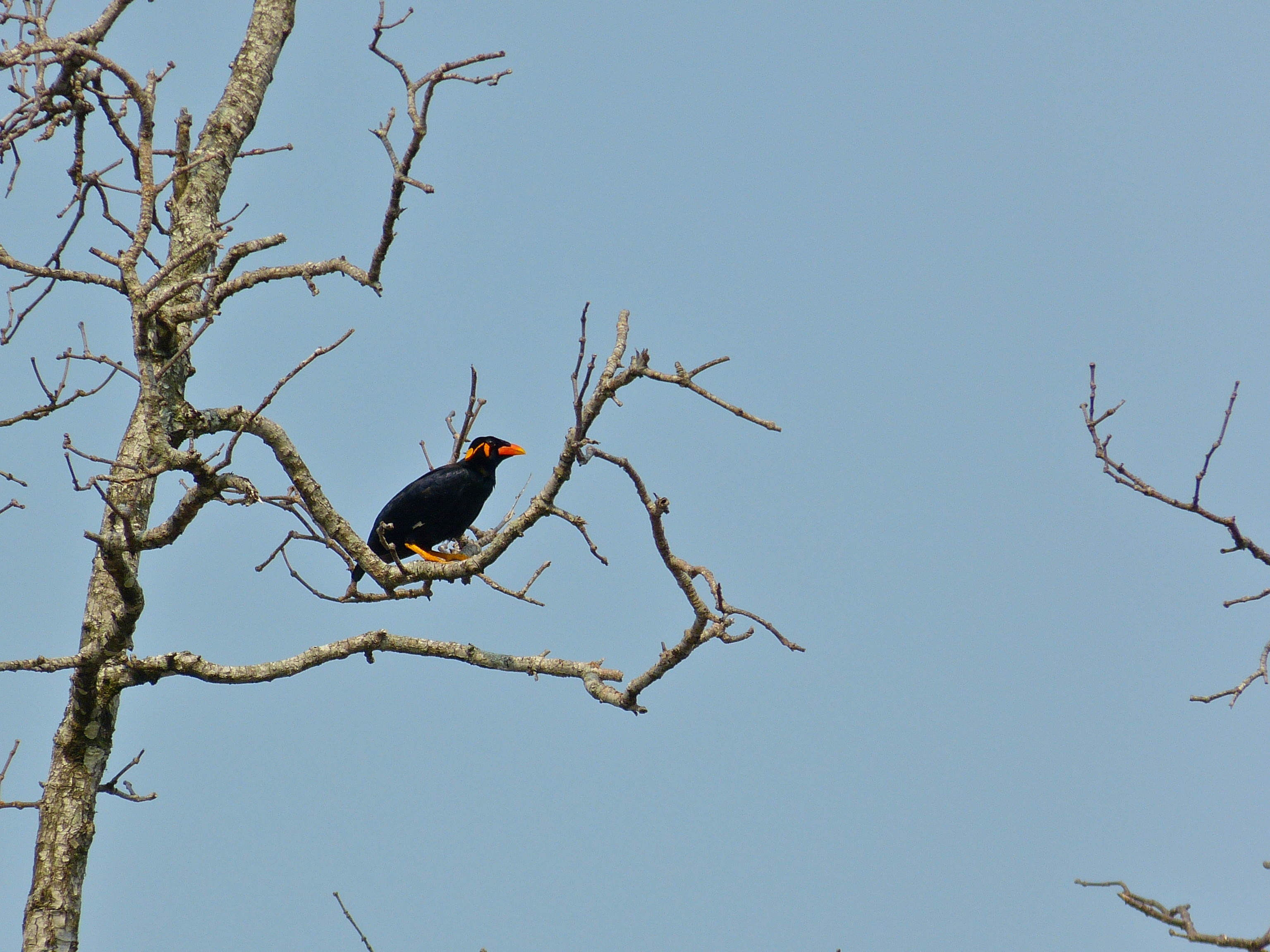
Gracula religiosa sur un arbre (Parc national de Bako, Malaisie)
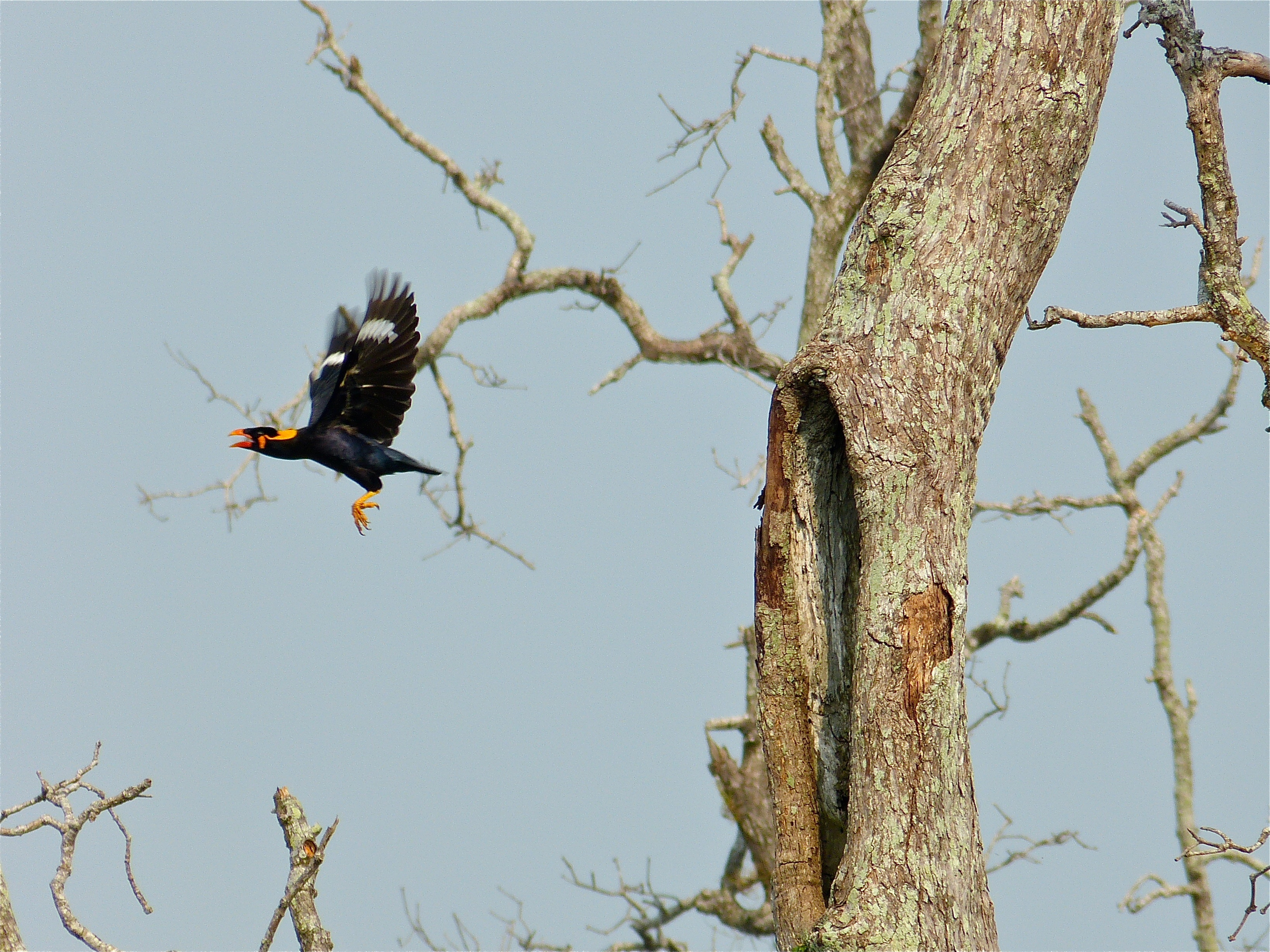
Gracula religiosa en vol (Parc national de Bako, Malaisie)